# 직장갑질119
직장갑질119는 2017년 11월에 출범한 갑질 당한 직장인을 돕는 민간 공익단체이다. 직종별 온라인 모임을 만들어 업계의 불공정 관행을 공론화하는 것을 목적으로 한다. 업계 종사자들이 함께 이야기를 나누고, 이를 해결하기 위해 방법을 찾는다. 시민, 노무사, 변호사, 노동전문가 241명으로 구성된 스태프들이 상담이나 법률 지원을 해준다.

## 이용방법
두가지 방법으로 노동법률 상담을 받을 수 있다.
1. 오픈채팅방 : 직장갑질119 오픈채팅방에 입장 한 후, 상담을 나눈다. 상담자 보호를 위해 신분이 드러나지 않도록 본인을 알아볼 수 있는 사진과 실명을 쓰지 않고 상담을 받는다.
2. 이메일 상담 : 상담을 받다가 상담이 길어지거나 문의할 것이 많을 때, 그리고 상담 채팅방에서 보다 더욱 긴밀한 상담을 원할 때는 gabjil119@gmail.com으로 메일을 보내면 된다.

## 연혁 및 주요활동
- 2017년 11월 1일 직장갑질119 단체 출범[1]
- 2017년 11월 8일 한림성심병원 선정적 장기자랑 제보[2]
- 2018년 1월 3일 최저임금 꼼수 공론화[3]
- 2018년 4월 5일 비영리 임의단체 등록
- 2018년 5월 1일 직장인이 당하는 70대 갑질 발표[4]
- 2018년 11월 19일 2018 대한민국 직장인 갑질지수 발표[5]
- 2019년 1월 6일 직장갑질 예방 메뉴얼 발행
- 2019년 2월 고용노동부 '직장내 괴롭힘 금지법' 메뉴얼 자문 참여
- 2019년 4월 29일 2019 15대갑질 40개 발표[6]
- 2019년 7월 8일  2019 직장갑질 감수성 지수 발표[7]
- 2019년 7월 16일 직장내 괴롭힘 금지법 시행 '갑질대응 10계명' 발표[8]
- 2019년 8월 15일 괴롭힘 금지법 시행 한달 변화 사례 발표
- 2019년 9월 23일 서울지방 변호회 '시민인권상'수상
- 2019년 10월 21일 2019 대한민국 직장인 갑질지수 발표